# FC Porto (volleyboll)
FC Portos volleybollsektion har vunnit mästerskap både på herr- och damsidan.
Herrklubben var aktiv mellan 1943 och 1990 och vann portugisiska mästerskapet nio gånger (1968/69, 1969/70, 1970/71, 1972/73, 1974/75, 1976/77, 1977/78, 1985/86, 1987/88) och portugisiska cupen sex gånger (1967/68, 1969/70, 1970/71, 1971/72, 1986/87, 1987/88).
Damklubben AJM FC Porto grundades 2014 och spelar i Santa Maria da Feira. De har vunnit portugisiska mästerskapet en gång (2020-2021) och portugisiska supercupen tre gånger 
. De nådde kvartsfinal i CEV Challenge Cup 2020–2021 och CEV Cup 2021-2022.